# Christoph Christian Sturm
Christoph Christian Sturm, född den 25 januari 1740, död den 26 augusti 1786, var en tysk psalmförfattare.
Sturm blev 1769 pastor i Magdeburg och 1778 Hauptpastor i Hamburg. Han var en produktiv predikant och författare. Till sin teologiska åskådning supranaturalist, närmar han sig dock rationalismen. Religion och moral står hos honom oförmedlade bredvid varandra. Han öppnar raden av dåtida naturpredikanter. För honom gällde det emellertid att genom naturen föra tillbaka till Skriften. Som andlig diktare var han påverkad av Klopstock. 
Flera av Sturms skrifter blev översatta till svenska. Bland dessa märks Andaktsöfningar på hvar dag i veckan (två olika översättningar, 17:e upplagan 1854), Betraktelser öfver naturen (1783) och Christeliga predikningar (1786).
I 1819 års psalmbok är nr 37, 86, 88 och 162 författade av Sturm.

## Svenska översättningar
- Heliga betraktelser för en nattwardsgäst (översättning Johan Mebius, tryckte hos And. Joh. Medelplan 1780)
- Betraktelser öfwer naturen, ledande til kännedom af Guds wälgerningar och menniskans lycksalighet (översättning Gustaf Regnér, tryckt hos Anders Jac. Nordström, 1782-1783)
- Tal til ungdom wid deras första nattwards-gång (översättning Carl Petter Blomberg, tryckt hos Anders Jac. Nordström, 1784)
- Betraktelser öfwer Jesu lidandes historia, tjenande til andagtens underhållande Unterhaltungen der Andacht über die Leidensgeschichte Jesu) (anonym översättning, tryckte af Samuel Norberg, 1786)
- Christelige prädikningar, öfwer söndags epistlarne (Översättning Samuel Lorentz Ödmann, tryckte hos Johan Edman, 1786)
- Morgon- och afton-andagts-öfningar på hwar dag i weckan, goda tankar hela dagen igenom, samt communion-böner för och efter den heliga nattwarden (översättning Olof Linderholm, tryckt hos Joh. Christ. Holmberg, 1793)
- Betraktelser öfwer Jesu lidandes historia (anonym översättning, tryckte och förlagde af Samuel Norberg, 1796)
- Utkast till predikningar öfver de vanliga sön- och högtidsdags evangelierne (anonym översättning, Uppsala, tryckt hos Joh. Fr. Edman, 1801-1802)
- Betraktelser öfwer årets fyra tider (översättning G. Adelin, tryckte hos Carl Delén, 1805)
- Predikningar för barn af mognare ålder (översättning Magnus Gabriel Löhr, tryckt hos Christ. Fr. Berling, 1807)
- Prediko-ukast (översättning C.O.G., tryckte hos Olof Grahn, 1815)
- Tal wid ungdomens inwigning till dess första nattwardsgång (översättning Per Adolf Sondén, Henrik A. Nordström, 1820)